# Komisariat Straży Celnej „Przerośl”

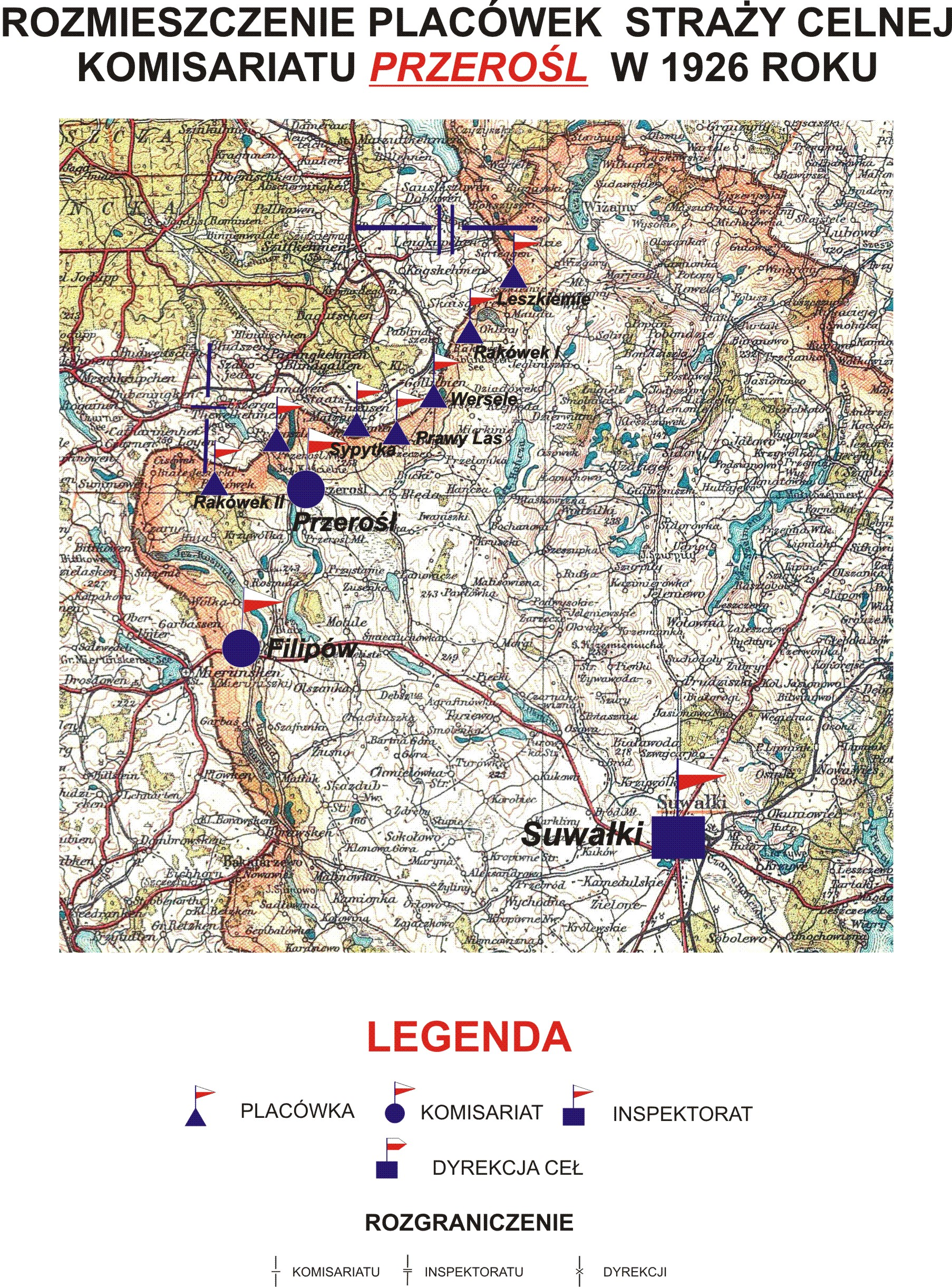
Rozmieszczenie placówek SC komisariatu "Przerośl" w 1926 roku

Komisariat Straży Celnej „Przerośl” – jednostka organizacyjna Straży Celnej pełniąca służbę ochronną na granicy polsko-niemieckiej w latach 1921–1927.

## Formowanie i zmiany organizacyjne
Na wniosek Ministerstwa Skarbu, uchwałą z 10 marca 1920 roku, powołano do życia Straż Celną. Od połowy 1921 roku jednostki Straży Celnej rozpoczęły przejmowanie odcinków granicy od pododdziałów Batalionów Celnych. Proces tworzenia Straży Celnej trwał do końca 1922 roku. Komisariat Straży Celnej „Przerośl”, wraz ze swoimi placówkami granicznymi, wszedł w podporządkowanie Inspektoratu Straży Celnej „Suwałki”.
W latach 1927/1928 został rozwiązany Inspektorat Straży Celnej „Suwałki”. Przekazał on rejon ochranianej granicy państwowej pod jurysdykcję Korpusowi Ochrony Pogranicza. Tym samym rozwiązano też komisariat Straży Celnej „Przerośl”, a funkcjonariusze SC zostali przeniesieni do służby w Urzędach Celnych lub w innych jednostkach Straży Celnej na terenie kraju. Służbę graniczną do 1939 roku pełniła w tym rejonie kompania graniczna KOP „Filipów”.

## Służba graniczna
Sąsiednie komisariaty
- Korpus Ochrony Pogranicza ⇔ komisariat Straży Celnej „Filipów” − 1926

## Funkcjonariusze komisariatu
Obsada personalna w 1926:
- kierownik komisariatu – podkomisarz Leopold Wilczyński
- pomocnik kierownika komisariatu – podkomisarz Wacław Michałowski

## Struktura organizacyjna
Organizacja komisariatu w 1926 roku:
- komenda komisariatu – Przerośl
- placówka Straży Celnej „Rakówek II”
- placówka Straży Celnej „Przerośl”
- placówka Straży Celnej „Sypitka”
- placówka Straży Celnej „Prawy Las”
- placówka Straży Celnej „Wersele”
- placówka Straży Celnej „Rakówek I”
- placówka Straży Celnej „Leszkiemie”[a]